# ゲオシフォン
ゲオシフォン（学名: Geosiphon pyriforme）は、グロムス門に属する菌類の1種であり、細胞内にシアノバクテリア（藍藻）のネンジュモ属を共生させている。菌類の中で、細胞内共生藻をもつ唯一の種である。共生藻を含む部分が膨潤し、最大で長さ1–2ミリメートルほどの棍棒状構造となって土壌表面に生じ、その基部が土壌中の菌糸でつながっている（図1）。グロムス類のほとんどの種は植物とアーバスキュラー菌根を形成しているが、ゲオシフォンは菌根共生が知られていない唯一の例である（ただし菌根形成の可能性は否定されていない）。世界中で、中央ヨーロッパのごくわずかな場所からのみ報告されている。
属名の "Geo" は「地の」、"siphon" は「サイホン、水管」を意味する。

## 特徴
湿った地表に棍棒状の透明感のある構造（管状菌体 bladder）が生じ、この管状菌体の基部が直径2–8マイクロメートル (µm) ほどの細い菌糸でつながっている（図1, 2）。管状菌体は菌糸の一部が膨潤した構造であり、大きなものは長さ1–2ミリメートル (mm) になる。管状菌体中にはシアノバクテリアのネンジュモ属の1種が共生して色づいているが、基部側は貯蔵域であり脂質を多く含み白っぽい。

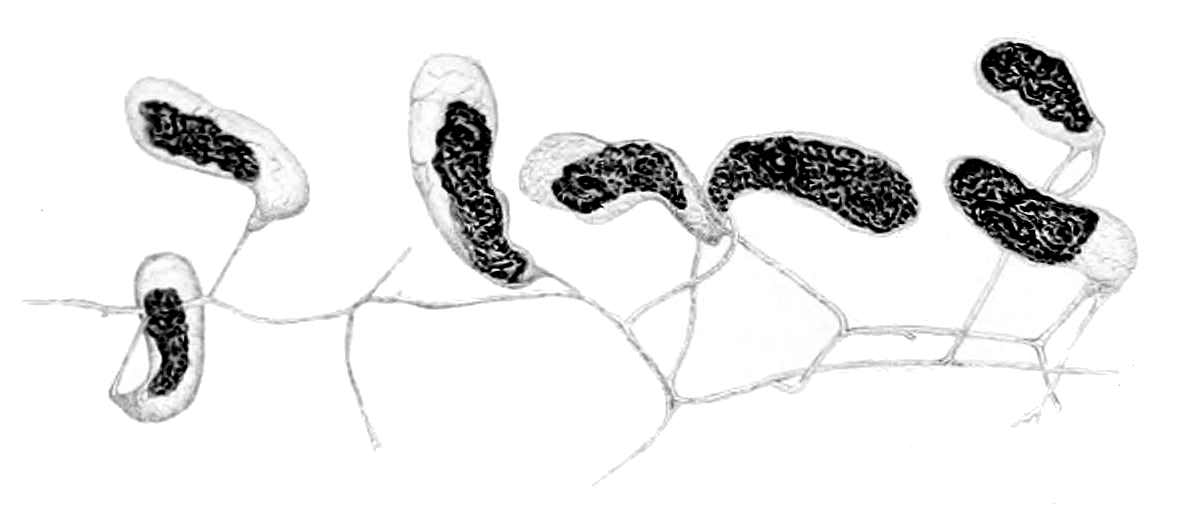
2. ゲオシフォン: 菌糸でつながった管状菌体

管状菌体や菌糸には隔壁がなく、多数の核を含む（下図3）。管状菌体の中央部は、液胞で占められている（下図3）。管状菌体内のシアノバクテリアは1枚の膜で包まれており、この構造はシンビオソーム (symbiosome) とよばれる。シンビオソームの膜と共生藻の間は30–40ナノメートル (nm) ほどしかなく、ここにはキチンを含むゲオシフォン由来の細胞壁が存在する。シンビオソームは、管状菌体の上部の表層に沿ってカップ状になっている（下図3）。層状のゴルジ体はない。細胞質基質には、貯蔵多糖であるグリコーゲン顆粒が存在する。

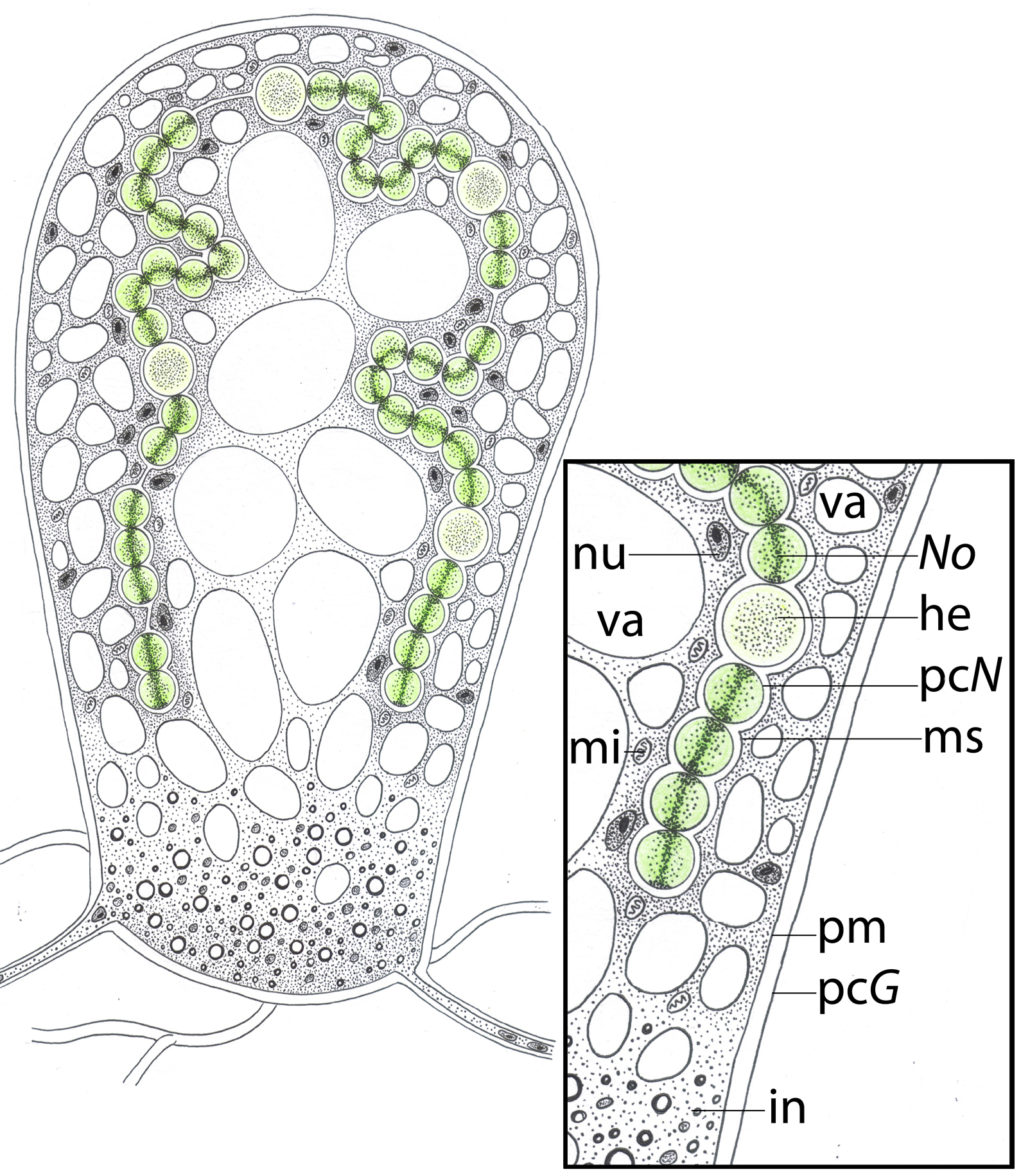
3. ゲオシフォンの微細構造: No, pcN = ネンジュモの細胞、he = ネンジュモの異質細胞、ms = シンビオソームの膜、pm = 細胞膜, pcG = 細胞壁、nu = 核、mi = ミトコンドリア、in = 細胞内容物、va = 液胞

ゲオシフォンには、シアノバクテリア以外にも細菌が細胞内共生しており、この共生細菌は BLO (bacteria like organism) とよばれる。BLOは膜に包まれておらず、ゲオシフォンの細胞質基質中に直接存在する。BLOは、他のグロムス類にも見られる。BLOは Mollicutes 類（モリクテス綱）の細菌であり、細胞壁をもたない。BLO の機能はよくわかっていない。
ゲオシフォンは、浅い土中の菌糸のふつう先端に厚壁胞子を形成する。厚壁胞子は白色から淡褐色、直径約 250 µm、多量の脂質とおそらくポリリン酸が含まれる。厚壁胞子は発芽して菌糸を伸ばす。
ゲオシフォンでは、ゲノム塩基配列が報告されている。グロムス類では菌体が遺伝的に均一であるか否かに関してはさまざまな結果が報告されているが、ゲオシフォンのゲノム調査からはこの種の菌体が遺伝的に均一であることが示唆されている。他のグロムス類と同様、ゲオシフォンは糖やチアミン代謝や脂肪酸合成に関わるいくつかの遺伝子を欠くことが示されている。また、ゲオシフォンでは有性生殖は知られていないが、他のグロムス類と同様、減数分裂に関わる遺伝子は揃っていることが示されている。

## 共生藻
ゲオシフォンの共生藻は、シアノバクテリア（藍藻）のネンジュモ属に属する Nostoc punctiforme である。N. punctiforme はさまざまな生物に共生することが知られており、他にツノゴケ類やウスバゼニゴケ（苔類）、グンネラなどが宿主となる。宿主特異性は低く、他の宿主から単離された N. punctiforme もゲオシフォンに共生可能である。自生地において、ゲオシフォンはふつうツノゴケ類やウスバゼニゴケと共に生育しており、共生藻を共有している。
Nostoc punctiforme は糸状のシアノバクテリアであるが、連鎖体（ホルモゴニア hormoginium）とよばれる運動能をもつ短い糸状体を形成し、これが散布体となる。連鎖体は運動能を失って primordium（"原基"）とよばれる状態になった後に通常の状態（栄養体）になる。ゲオシフォンは運動能を失った直後の初期の primordium を取り込むが、連鎖体や後期の primordium、その後の栄養体は取り込まない。ゲオシフォンの菌糸先端付近は、取り込み可能な N. punctiforme に接すると、膨潤してこれを取り囲み細胞内に取り込む（エンドサイトーシス）。共生関係の成立には、リン酸制限（1–2 µM）が重要であると考えられている。ふつう5–15細胞の共生藻が取り込まれ、またこの際に共生藻の異質細胞（窒素固定用の特殊化した細胞）は除去される。共生藻を取り込んだ菌糸は、膨潤して管状菌体になる。取り込まれた N. punctiforme は最初はストレスを受けた状態になるが、数日後には大型化（体積で約6倍になる）し、分裂増殖する（リン酸制限下では、自由生活するものよりも増殖速度がはるかに速い）。シンビオソーム内でも、自由生活しているものと同程度の異質細胞を形成する。実験室内では、管状菌体は最長6ヶ月維持される。
接合菌と鞭毛菌は古くはまとめて藻菌類とよばれていたが、ゲオシフォンは藻類を共生させた藻菌類であるため、藻菌地衣（phycomycetous lichen）ともよばれていた。ただし現在では、ふつう地衣類の定義から、ゲオシフォンのように藻類が細胞内共生しているものは除かれている。

## 分布・生態
ゲオシフォンは、ドイツ東部からオーストリアの数カ所から報告されているが、安定した生育地はシュペッサルト山（ドイツ）近郊のBieber村周辺のみが知られている。
ゲオシフォンは、細胞内に共生するシアノバクテリアの光合成に由来する有機物（糖など）を得ている。一方、シアノバクテリアは、ゲオシフォンから無機栄養分（特にリン）や水、二酸化炭素を得ている。ゲオシフォン以外のグロムス類は全て陸上植物とアーバスキュラー菌根共生をしているが、ゲオシフォンでは陸上植物との共生は見つかっていない。ただし、ゲオシフォンの自生地において、維管束植物の根やコケ植物からゲオシフォン由来のPCR産物が得られることから、ゲオシフォンが菌根共生も行っている可能性が示唆されている。

## 系統と分類
ゲオシフォンは、Kützing (1849) によって、フウセンモ属（黄緑色藻）の新種（Botrydium pyriforme）として記載された。その後、Wettstein (1915) はこれを無色緑藻にシアノバクテリアが細胞内共生したものであると考え、新属（Geosiphon）に移した。Knapp (1933) によってゲオシフォンが菌類であることが示唆されていたが、後に Mollenhauer (1992) によって特にグロムス類との類似性が指摘された。最終的に、Gehrig et al. (1996) による小サブユニットリボソームRNA (18S rRNA) 遺伝子に基づく分子系統学的研究により、ゲオシフォンがグロムス類に属することが確認された。
古くは、宿主である菌類と細胞内に含まれるネンジュモを合わせて1つの生物（ゲオシフォン）として扱われることもあったが、現在ではゲオシフォンの名（Geosiphon pyriforme）は宿主である菌類の名とされている。
グロムス類の中では、ゲオシフォンはアルカエオスポラ科やアムビスポラ科に近縁であり、合わせてアルカエオスポラ目に分類される。また、アルカエオスポラ目をアルカエオスポラ綱として扱うこともある。アルカエオスポラ目の中では、ゲオシフォンはアムビスポラ科の姉妹群であることが示されており、独立の科（ゲオシフォン科）として扱われている。